# Агва де Тигре (Сан Кристобал де лас Касас)
Агва де Тигре (шп. Agua de Tigre) насеље је у Мексику у савезној држави Чијапас у општини Сан Кристобал де лас Касас. Насеље се налази на надморској висини од 1003 м.

## Становништво
Према подацима из 2010. године у насељу је живело 63 становника.

### Хронологија
| Година       | 2000          | 2005         | 2010         |
| ------------ | ------------- | ------------ | ------------ |
| Становништво | 105 (53 / 52) | 99 (50 / 49) | 63 (31 / 32) |

### Попис
| # | Индикатор                     | Вредност |
| - | ----------------------------- | -------- |
| 1 | Укупно домаћинстава           | 21       |
| 2 | Укупно насељених домаћинстава | 21       |
| 3 | Величина локације             | 1        |